# Jot (griechischer Buchstabe)
Das Jot (Majuskel Ϳ, Minuskel ϳ) ist ein Zusatzbuchstabe des griechischen Alphabets.

## Verwendung in der Philologie
Der Buchstabe wird seit dem 19. Jahrhundert in der Philologie verwendet, um im Protogriechischen und Altgriechischen dem Laut j zu schreiben. Sein Name ist von dem deutschen Namen „Jot“ des lateinischen Buchstabens J abgeleitet, dessen Form er auch in der Regel hat. Auf dieser Basis wurde es auch als griechischer Buchstabe in Unicode aufgenommen. Zuvor wurde an dieser Stelle die Form des lateinischen Großbuchstabens Y verwendet, was wegen der Ähnlichkeit zum griechischen Υ problematisch war.
Beispiele:
- *ἀληθεσϳα > *ἀληθεϳα > ἀλήθεια („wahr“)
- *ἄλϳος > ἄλλος („anderer“)
- *διϳος > δῑος („göttlich“)
- *δϳεύς > ζεύς („Gott“)
- *ϳηπαρ > ἧπαρ („Leber“)
- *ϳυμη > ζύμη („Hefe“)
- *μαρανϳω > *μαραϳνω > μαραίνω („ich welke“)
- *πολεϳες > *πολεες > πόλεις („Städte“)

## Vorkommen in Erweiterungen des griechischen Alphabets

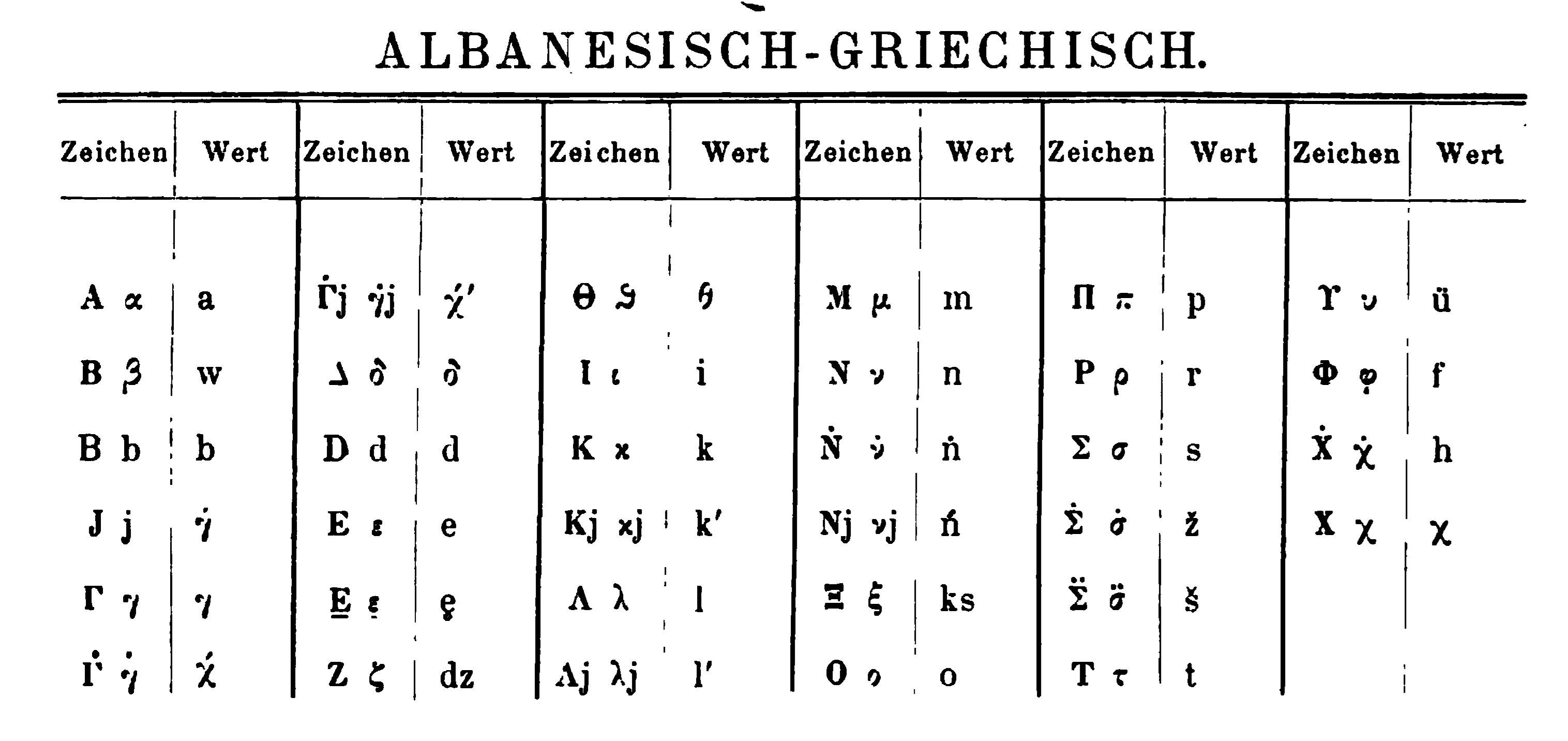
Albanisches-griechisches Alphabet (mit in der Mitte der linken Spalte)

Das im 19. Jahrhundert verwendete albanisch-griechische Alphabet der Arvaniten hatte das griechische Alphabet unter anderem um die lateinischen Buchstaben b, J/j und D/d erweitert. Diese Buchstaben werden deshalb nicht notwendig als Bestandteile des griechischen Alphabets angesehen und sind (mit Ausnahme des Ϳ/ϳ) auch nicht in Unicode als griechische Buchstaben enthalten.